# بيرت سلاتر
بيرت سلاتر (بالإنجليزية: Bert Slater)‏ (5 مايو 1936 في المملكة المتحدة - 21 يوليو 2006 في المملكة المتحدة) هو لاعب كرة قدم بريطاني في مركز حراسة المرمى. لعب مع نادي دندي ونادي فالكيرك ونادي ليفربول ونادي واتفورد.

## وصلات خارجية
- بيرت سلاتر على موقع قاعدة بيانات كرة القدم.إي يو (الإنجليزية)